# Erich Hönisch
Erich Hönisch (* 26. Januar 1921 in Röllingshain bei Chemnitz; † 6. Mai 1973) war ein deutscher Politiker (SED). Er war unter anderem Mitglied der Stadtverordnetenversammlung von Berlin und Zweiter Sekretär der SED-Bezirksleitung Groß-Berlin.

## Leben
Hönisch stammte aus einem sozialdemokratischen Elternhaus. Sein Vater war Tischler, seine Mutter arbeitete in einer Fabrik. Sein Vater war nach 1933 wegen illegaler Tätigkeit inhaftiert.
Hönisch besuchte die Volksschule. Zwischen 1935 und 1938 absolvierte er eine Lehre zum Zimmerer in einem Baugeschäft in Taura und besuchte die Berufsschule. Von 1938 bis 1940 arbeitete er als Zimmerer in Magdeburg. 1940 wurde er als Arbeitsmann zum Reichsarbeitsdienst eingezogen, 1941 zur Wehrmacht. Hönisch geriet als Gefreiter 1942 in sowjetische Kriegsgefangenschaft. Er war in mehreren Kriegsgefangenenlagern inhaftiert, zuletzt in den Lagern 165 und 27/40, wo er auch die Antifa-Schule besuchte.
1946 kehrte Hönisch nach Deutschland zurück, wurde Mitglied der Freien Deutschen Jugend (FDJ) und trat im September 1946 der Sozialistischen Einheitspartei Deutschlands (SED) bei. 1947 fungierte er als Jugendsekretär im Kreisvorstand Rochlitz, 1948/49 war er Jugendsekretär im Landesvorstand Sachsen in Dresden und dann 1949/50 Jugendsekretär im Parteivorstand in Berlin. Zeitweise leitete er der Abteilung Jugend des Zentralsekretariates des Parteivorstandes. 1949/50 war er Mitglied des Büros des Zentralrates der FDJ.
1950/51 war er Politoffizier und Kommandeur in der Hauptverwaltung für Ausbildung der Kasernierten Volkspolizei in Berlin. 1951/52 studierte er an der Parteihochschule des ZK der KPdSU in Moskau. Von 1952 bis 1959 war Hönisch Mitglied des Sekretariates des Bezirksausschusses Berlin der Nationalen Front, von April bis Juni 1952 Sekretär für Propaganda der Landesleitung Berlin. Vom 29. Juni 1952 bis August 1953 fungierte er als Zweiter Sekretär, von August 1953 bis Februar 1959 als Sekretär für Agitation und Propaganda der Bezirksleitung Berlin der SED. Von 1956 bis 1958 war er Mitglied des Nationalrates der Nationalen Front. Hönisch wurde am 13. Februar 1953 zum Stadtverordneten berufen, als die Volksvertretung von Ostberlin zu ihrer konstituierenden Sitzung zusammentrat. Bei den Wahlen im Oktober 1954 und im November 1958 wurde er in die Berliner Stadtverordnetenversammlung gewählt. Nach seiner Abberufung als Sekretär der SED-Bezirksleitung gab er 1959 auch sein Mandat als Stadtverordneter ab. 
Von 1959 bis 1961 fungierte Hönisch als Erster Sekretär der Stadtbezirksleitung IV in Karl-Marx-Stadt. Von dieser Funktion aus „parteierzieherischen Gründen“ entbunden, arbeitete er 1961/62 als Zimmerer im VEB Bau Karl-Marx-Stadt. Ab 1963 leitete er die Abteilung Arbeitsökonomie im VE Wohnungskombinat Karl-Marx-Stadt. Nach dem Besuch der Volkshochschule (1963–1965) studierte Hönisch an der Ingenieurschule für Bauwesen in Leipzig. Sein Studium schloss er 1970 als Ingenieurökonom ab.